# Brian Jensen
 Der er for få eller ingen kildehenvisninger i denne artikel, hvilket er et problem. Du kan hjælpe ved at angive troværdige kilder til de påstande, som fremføres i artiklen.

Brian Paldan Jensen (født 8. juni 1975 på Nørrebro, Danmark) er en dansk tidligere professionel fodboldspiller. Brian Jensen spillede den største del af sin seniorkarriere i England, hvor han fik kælenavnet "The Beast".
Brian Jensen spillede mange kampe i den næstbedste engelske række The Championship for West Bromwich Albion og ikke mindst Burnley FC, hvor han tilbragte 11 sæsoner, heraf en enkelt i Premier League. I sine ungdomsår spillede han i B 93.
Han gjorde sig specielt bemærket i Danmark og England, da han reddede to ud af seks skud i en straffesparkskonkurrence, da Burnley mødte Chelsea FC i 4. runde af Carling Cuppen 08/09. Dermed avancerede Burnley til kvartfinalerne.
Den 25. maj 2009 kom karrierens højdepunkt, da han på Wembley var med til at sikre Burnley oprykning til Premier League. Det skete med en 1:0-sejr over Sheffield United i playoff-finalen. I øvrigt til stor glæde for de fans som inden sæsonen 2008-09 havde købt sæsonkort til klubbens hjemmekampe i The Championship, idet de kvit og frit kunne veksle deres kort til et nyt gældende for klubbens første sæson i den bedste engelske række siden 1976. Den 19. august 2009 spillede Burnley mod de engelske mestre, Manchester United. Brian Jensen reddede et straffespark fra Michael Carrick og bidrog dermed til Burnleys 1:0-sejr. .
Siden 2024 er Jensen målmandstræner i Shrewsbury Town.

## Privat
Brian Jensen har to sønner. Hans yngste søn, Sebastian, trænede i en alder af seks år i Manchester United  og blev siden udtaget til først de engelske U15- og U16-landshold og siden det danske U18-landshold. 